# Dutch Open (tafeltennis)
Het Dutch Open is een Nederlands tafeltennistoernooi voor professionele spelers, dat twee keer de status had een onderdeel te zijn van de ITTF Pro Tour. Sinds de edities in Rotterdam 2001 en in Eindhoven 2002 heeft het geen vervolg gekregen.
Van 6 tot en met 8 mei 2009 stond het toernooi voor de derde keer op het programma in Amersfoort, als evenement dat tegelijk gehouden zou worden met het tennistoernooi met dezelfde naam. Het zou daarbij niet gelden als Pro Tour- maar als Challenger-toernooi en een begroting van ongeveer één miljoen euro hebben (tennis + tafeltennis samen). In maart 2009 werd het gehele sportevenement echter voor onbepaalde tijd uitgesteld, omdat hoofdsponsor RWE zich terugtrok en toernooidirecteur Hans Felius geen alternatieven zag om de financiering rond te krijgen.

## Dutch Open 2001
Rotterdam, 24 oktober tot en met 28 oktober
Finales:
- Mannen enkelspel:  Tomasz Krzeszewski verslaat  Timo Boll
- Vrouwen enkelspel:  Ryu Ji-hae verslaat  Tamara Boroš
- Mannen dubbelspel:  Timo Boll & Zoltan Fejer-Konnerth verslaan  Slobodan Grujic & Aleksandar Karakašević
- Vrouwen dubbelspel:  Niu Jianfeng & Bai Yang verslaan  Kim Moo-kyo & Ryu Ji-hae

Namens Nederlands namen deel:
- Danny Heister - kwartfinale enkelspel, kwartfinale dubbelspel
- Trinko Keen - laatste 16 enkelspel, kwartfinale dubbelspel
- Chen Sung - laatste 64 enkelspel
- Li Jiao - laatste 32 enkelspel, laatste zestien dubbelspel
- Diana Bakker - laatste 64 enkelspel
- Melisa Muller - laatste 64 enkelspel
- Linda Creemers - laatste 32 dubbelspel
- Cathry Hof - laatste 32 dubbelspel

De Pool Krzeszewski verraste vriend en vijand door in Rotterdam voor het eerst (en laatst) een enkelspeltitel op de Pro Tour te winnen. Hij werkte zich hiervoor behalve langs Timo Boll ook langs Vladimir Samsonov, die samen als verreweg de beste Europese spelers van hun tijdperk te boek staan.

## Dutch Open 2002
Eindhoven, 23 oktober tot en met 27 oktober
Finales:
- Mannen enkelspel:  Wang Hao verslaat  Chuang Chih-yuan
- Vrouwen enkelspel:  Niu Jianfeng verslaat  Li Jia
- Mannen dubbelspel:  Ma Lin & Kong Linghui verslaan  Ma Wenge & Yan Sen
- Vrouwen dubbelspel:  Niu Jianfeng & Li Jia verslaan  Guo Yue & Li Xiaoxia

Namens Nederland namen deel:
- Danny Heister - laatste 16 enkelspel, kwartfinale dubbelspel
- Trinko Keen - laatste 16 enkelspel, kwartfinale dubbelspel